# Флінта Зеновій Петрович
Зеновій Петрович Флінта (1 вересня 1935, Токи — 2 квітня 1988, Львів) — художник-кераміст, живописець, графік. Член Спілки радянських художників України, заслужений художник УРСР. 

## Біографія
Зеновій Флінта народився 1 вересня 1935 року у селі Токи на Тернопільщині. Закінчив семирічну школу у рідному селі у 1950 році.
Вступив до Львівського училища прикладного мистецтва імені Івана Труша на відділ декоративного розпису. Завершив навчання у 1959 році. У 1959—1963 роках навчається у Львівському державному інституті прикладного і декоративного мистецтва на відділі художньої кераміки. Від 1963 року Зеновій Флінта викладав на відділі малярства Львівського училища прикладного мистецтва імені Івана Труша, а потім упродовж 1965—1975 років Флінта працював викладачем кераміки у Львівському державному інституті прикладного і декоративного мистецтва. У 1967 році проходив стажування у Гданській, а 1968 року — Варшавській, Краківській та Вроцлавській академіях образотворчих мистецтв.
Від 1970 року життя Зеновія Флінти минає між інститутом, кераміко-скульптурною фабрикою, Спілкою художників, майстернею та домом. У 1971 році Зиновій Флінта очолив секцію декоративно-прикладного мистецтва Львівського відділення Спілки радянських художників України.
Роботи митця починаючи з 1960 року почали виставляти на республіканських виставках, а за вісім років — на всесоюзних. Брав участь у Міжнародних бієнале з кераміки у Фаенці (Італія, 1973), Валлорісі (Франція, 1974). Величезний успіх у Львові, Києві, Вільнюсі мала у 1982—1983 роках групова виставка трьох друзів — Олега Мінька, Зеновія Флінти та Любомира Медвідя. У 1985 році у Львові пройшла персональна виставка робіт Флінти, де були представлені живопис, графіка та кераміка.  
У середині 1970-х років, коли Львівська експериментальна кераміко-скульптурна фабрика випускає сувенірні тиражі, Зеновій Флінта створює авторську серію керамічних пластів з краєвидами Львова у техніці емалевого розпису, продемонструвавши вміння оминути спокусливі принади «кічу» в тиражному виробництві. У другій половині 1970-х років у творчості митця визріває самобутній стиль «жанрового екшену», де педантично довершена форма графічного рисунку портретів, пейзажів або натюрмортів поєднується з колажем перспективних планів інших композицій: «Поділля. Жнива», «Автопортрет з горлицею», «Мелодії Баха», «Пейзаж з маками» тощо.
У 1970—1980 роках спільно з А. Бокотеєм, Ф. Черняком та Р. Петруком виконує ряд монументальних об'єктів у модерній стилістиці зі скла та кераміки.
Помер 2 квітня 1988 року у Львові, похований при бічній алеї на полі № 21 Личаківського цвинтаря. На його могилі встановлений пам'ятник, виконаний у майстерні майстра-каменяра С. Мединського, за проєктом скульптора Романа Петрука та архітектора Костянтина Присяжного.
Творчість
Значний вплив на творчість художника мав рух «шістдесятників», творчість Романа Сельського.
У живописі художник надавав перевагу пастелі та темпері. У кераміці особливу увагу приділяв технології розпису, досягненню живописно-графічних ефектів. Найчастіше працює з керамічними формами, що мають великі площини для розпису — декоративні тарелі та пласти. Для ранніх робіт художника характерне використання орнаментальних мотивів, що складені з елементів притаманним народному мистецтву Прикарпаття. Кольорова палітра представлена найчастіше поєднанням коричневого, зеленого то вохристого кольорів, хоча інколи додається виразний контраст чорного й білого. У об'ємних керамічних роботах Зеновій Флінта приділяє основну увагу кольору, а пластичне моделювання виконує роль рельєфної підкладки для живопису.

### Роботи
- Декоративна тарілка (1969). Декоративні елементи закомпоновані нетрадиційно — на основі перетину вертикальних та горизонтальних ліній утворені клітинки. Вони заповнені стилізованими зображеннями дерев, звірів, птахів та риб. Таріль виконана у білому, жовтому, сіро-зеленому та коричневому кольорі.[7]
- Декоративна тарілка «Риба» (1972). Основну роль у вирішення художнього образу відіграє колір. Робота виконана у насиченій кольоровій гамі — на червоному тлі зображення нанесено жовтою та сіро-зеленою барвою. Рельєфне моделювання використано для підсилення емоційного навантаження.[7]
- Декоративний пласт «Соняшники» (1973)[8]
- Мальовані плакетки «Львів» (1974).[7]
- Декоративна тарілка «Дерево і птахи» (1974).[7]
- Декоративна тарілка «Квіти» (1974).[7]
- Декоративний пласт «Народні мотиви» (1974).[7]
- Декоративний пласт «Буксир» (1974).
- Декоративна таріль «Маки» (1976).
- Триптих «Чудовий сад» (1976). Основою для роботи служать три великі тарелі з хвилеподібним концентричним рельєфом. По них виконано розпис по діагоналі із зображенням стебел, гілок та плодів. Поєднання діагональної композиції розпису із рельєфом створює ілюзію руху.[7]
- Таріль «Яблука» (1976).
- Керамічне облицювання для ресторану «Львів» (1977). Робота виконана у співавторстві з Андрієм Бокотеєм та В.  Кондратюком. Кладка з квадратних керамічних блоків створює ритмічне членування площини по вертикал. Розпис — хвилеподібні смуги синьо-зеленого кольору виконано у горизонтальному напрямку.[7]
- Декоративне панно «Квітуча земля» для будинку культури села Ушковичі Львівської області (1978).[7]
- Об'ємно-просторова композиція «Сторінки історії Львова» (1979). Робота складається з трьох великих пластин шамоту. Вони змодельовані у вигляді сувоїв пергаменту. На об'ємні елементи нанесено декор — панорама старого та нового міста. Зображення по контуру окреслено тонкою рельєфною лінією. Для підсилення звучання автором використано тонуванням охристо-коричневими відтінками.[7]
- Модульна решітка для зимового саду санаторію «Південний» у Трускавці (1979). Виконана у співавторстві з Андрієм Бокотеєм та Василем Кондратюком.[7]
- Декоративний пласт «Народне зодчество» (1985).[7]
- Декоративний пласт «Архітектурні пам'ятки Львова» (1985—1986). Розпис виконано кольоровим шлікером та в'язкими емалями. Зображення позбавлено надмірної деталізації. Основним виражальним засобом є колір.[7]

## Родина
1959 року Зеновій Флінта одружився з Ганною Паздрій. 1960 року народилася донька Ірина (нині — українська майстриня художнього текстилю, Заслужений художник України). 1969 року народився син Андрій.

## Вшанування
1993 року у Львові на честь Зеновія Флінти названа вулиця.
З нагоди 70-ліття від дня народження Зеновія Флінти 8 вересня 2005 року на будинку, що на вулиці Барвінських, 10, де він мешкав у 1965—1985 роках, відкрито меморіальну таблицю. Того ж дня в приміщенні галереї «Гердан», що на вул. Руській, 4 у Львові, відкрилася виставка «Львів очима Зеновія Флінти»<. 